# 아냐 니센
아냐 니센(영어: Anja Nissen, 1995년 11월 6일 ~ )은 오스트레일리아의 싱어송라이터이다. 덴마크 혈통을 갖고 있으며 더 보이스 오스트레일리아 3번째 시즌의 우승자이다. 2017 유로비전 송 콘테스트에 덴마크 대표로 참가했다.

## 음반 목록
- Anja Nissen (2014)